# Ciclismo en los Juegos Olímpicos de Londres 2012 – Persecución por equipos femenino
El evento de persecución por equipos femenino de ciclismo en los Juegos Olímpicos de Londres 2012 tuvo lugar entre el 3 al 4 de agosto en la ciudad de Londres. El evento se llevó a cabo en el Velódromo de Londres.

## Horario
Todos los horarios están en Tiempo Británico (UTC+1)
| Fecha                       | Tiempo | Ronda                   |
| --------------------------- | ------ | ----------------------- |
| Viernes 3 de agosto de 2012 | 17:00  | Clasificación           |
| Sábado 4 de agosto de 2012  | 16:10  | Primera ronda y finales |

## Clasificación
| Evento            | Ranking por nación | Clasificados | Equipos por CON |
| ----------------- | ------------------ | --- | --------------- |
| Ranking 2010–2012 | 1º al 10º          | Australia (AUS) · Bielorrusia (BLR) · Canadá (CAN) · República Popular China (CHN) · Alemania (GER) · Reino Unido (GBR) · Países Bajos (NED) · Nueva Zelanda (NZL) · Ucrania (UKR) · Estados Unidos (USA) | 1               |
| Total             |                    | | 10              |

## Resultados

### Clasificación
| Rank | País                          | Cyclists                                              | Resultado | Notas |
| ---- | ----------------------------- | ----------------------------------------------------- | --------- | ----- |
| 1.   | Reino Unido (GBR)             | Danielle King Laura Trott Joanna Rowsell              | 3:15.669  | Q, WR |
| 2.   | Estados Unidos (USA)          | Sarah Hammer Dotsie Bausch Jennie Reed                | 3:19.406  | Q     |
| 3.   | Australia (AUS)               | Annette Edmondson Melissa Hoskins Josephine Tomic     | 3:19.719  | Q     |
| 4.   | Canadá (CAN)                  | Tara Whitten Gillian Carleton Jasmin Glaesser         | 3:19.816  | Q     |
| 5.   | Nueva Zelanda (NZL)           | Lauren Ellis Jaime Nielsen Alison Shanks              | 3:20.421  | Q     |
| 6.   | Países Bajos (NED)            | Kirsten Wild Amy Pieters Ellen van Dijk               | 3:21.602  | Q     |
| 7.   | Alemania (GER)                | Judith Arndt Charlotte Becker Lisa Brennauer          | 3:22.058  | Q     |
| 8.   | Bielorrusia (BLR)             | Tatsiana Sharakova Alena Dylko Aksana Papko           | 3:22.850  | Q     |
| 9.   | Ucrania (UKR)                 | Yelizaveta Bochkarova Svitlana Galyuk Lesya Kaliovska | 3:25.160  |       |
| 10.  | República Popular China (CHN) | Jiang Fan Jiang Wenwen Liang Jing                     | 3:26.049  |       |

### Primera ronda
| Serie | Rank | País                 | Resultado | Notas |
| ----- | ---- | -------------------- | --------- | ----- |
| 4     | 1    | Reino Unido (GBR)    | 3:14.682  | Q, WR |
| 3     | 2    | Estados Unidos (USA) | 3:16.853  | Q, RN |
| 3     | 3    | Australia (AUS)      | 3:16.935  | Q, OC |
| 4     | 4    | Canadá (CAN)         | 3:17.454  | Q, RN |
| 2     | 5    | Nueva Zelanda (NZL)  | 3:18.514  | RN    |
| 1     | 6    | Países Bajos (NED)   | 3:20.013  | RN    |
| 1     | 7    | Alemania (GER)       | 3:21.086  |       |
| 2     | 8    | Bielorrusia (BLR)    | 3:21.942  |       |

### Final
| Partida | Equipo               | Tiempo      | Rank              |
| ------- | -------------------- | ----------- | ----------------- |
| Oro     | Reino Unido (GBR)    | 3:14.051 WR | Medalla de oro    |
| Oro     | Estados Unidos (USA) | 3:19.727    | Medalla de plata  |
| Bronce  | Canadá (CAN)         | 3:17.915    | Medalla de bronce |
| Bronce  | Australia (AUS)      | 3:18.096    | 4                 |

### Ronda clasificatoria
| Partida   | Equipo               | Tiempo   | Rank |
| --------- | -------------------- | -------- | ---- |
| 5–6 lugar | Nueva Zelanda (NZL)  | 3:19.351 | 5    |
| 5–6 lugar | Países Bajos (NED)   | 3:23.256 | 6    |
| 7–8 lugar | Bielorrusia (BLR) RN | 3:20.245 | 7    |
| 7–8 lugar | Alemania (GER) RN    | 3:20.824 | 8    |